# Чхатарашвілі Нестор Йосипович
Нестор Йосипович Чхатарашвілі (рос. Нестор Иосифович Чхатарашвили; нар. 25 грудня 1912, Тифліс (сучасне Тбілісі) — пом. 28 серпня 1993, Тбілісі) — радянський та грузинський футболіст, тренер і футбольний суддя. Суддя всесоюзної категорії (1950), арбітр ФІФА (1953, другий арбітр міжнародної категорії в СРСР після Миколи Латишева). До списку найкращих суддів країни потрапляв 4 рази. Заслужений тренер СРСР (1960), заслужений тренер Грузинської РСР (1962).

## Кар'єра гравця
Почав грати у 1926 році в шкільній команді. У 1930 — 1934 виступав за ТССТ (Тбіліське сільське споживче товариство, рос. Тбилисское сельское потребительское общество). З 1935 року грав за клуб «Локомотив» (Тбілісі) в групах «В», «Б» і «А». У групі «А» провів 24 матчі в сезоні 1938, а також 13 ігор у сезоні 1940, але наприкінці першості команду було знято з розіграшу.
Грав на позиції захисника та півзахисника, був капітаном «Локомотива», виділявся працездатністю, надійністю та ігровою дисципліною. Виступав за збірні Тбілісі та Грузинської РСР, у складі грузинської збірної переміг у чемпіонаті Закавказзя 1935.

## Суддівство
Як суддя у класі «А» провів 38 матчів (1945, 1949 — 1953), у 1950 році отримав всесоюзну категорію, у 1953 році — міжнародну категорію, ставши другим після Миколи Латишева (отримав міжнародну категорію у 1952) арбітром ФІФА у Радянському Союзі. Обслуговував фінал Кубка СРСР 1953 «Динамо» (Москва) — «Зеніт» (Куйбишев). До списку найкращих суддів країни потрапляв 4 рази: 1949, 1950, 1951, 1953.
Голова колегії суддів Грузії у 1976 — 1989 роках. Володар Почесного суддівського знака (1959) і знака «Почесний суддя» (1979).

## Тренерська діяльність
У 1940 — 1941 роках працював начальником команди «Динамо» (Тбілісі). Був головним тренером ОБО (Окружний будинок офіцерів, Тбілісі) у 1943 — 1958 роках, тричі перемагав з командою в першості Радянської армії: 1945, 1946, 1947. Саме тбіліський ОБО став у 1946 році першою командою майстрів для майбутнього олімпійського чемпіона Анатолія Башашкіна.
Тренував тбіліські «Динамо» і «Спартак», «Торпедо» (Кутаїсі) та інші грузинські команди. У 1968 — 1970 роках — головний тренер Федерації футболу Грузинської РСР.
Відіграв важливу роль у розвитку футболу на теренах Грузії.